# Gilmoreosaurus
Il gilmoreosauro (gen. Gilmoreosaurus) è un dinosauro erbivoro appartenente agli ornitopodi. Visse nel Cretaceo superiore (Maastrichtiano, circa 71 milioni di anni fa) e i suoi resti fossili sono stati ritrovati in Asia.

## Descrizione

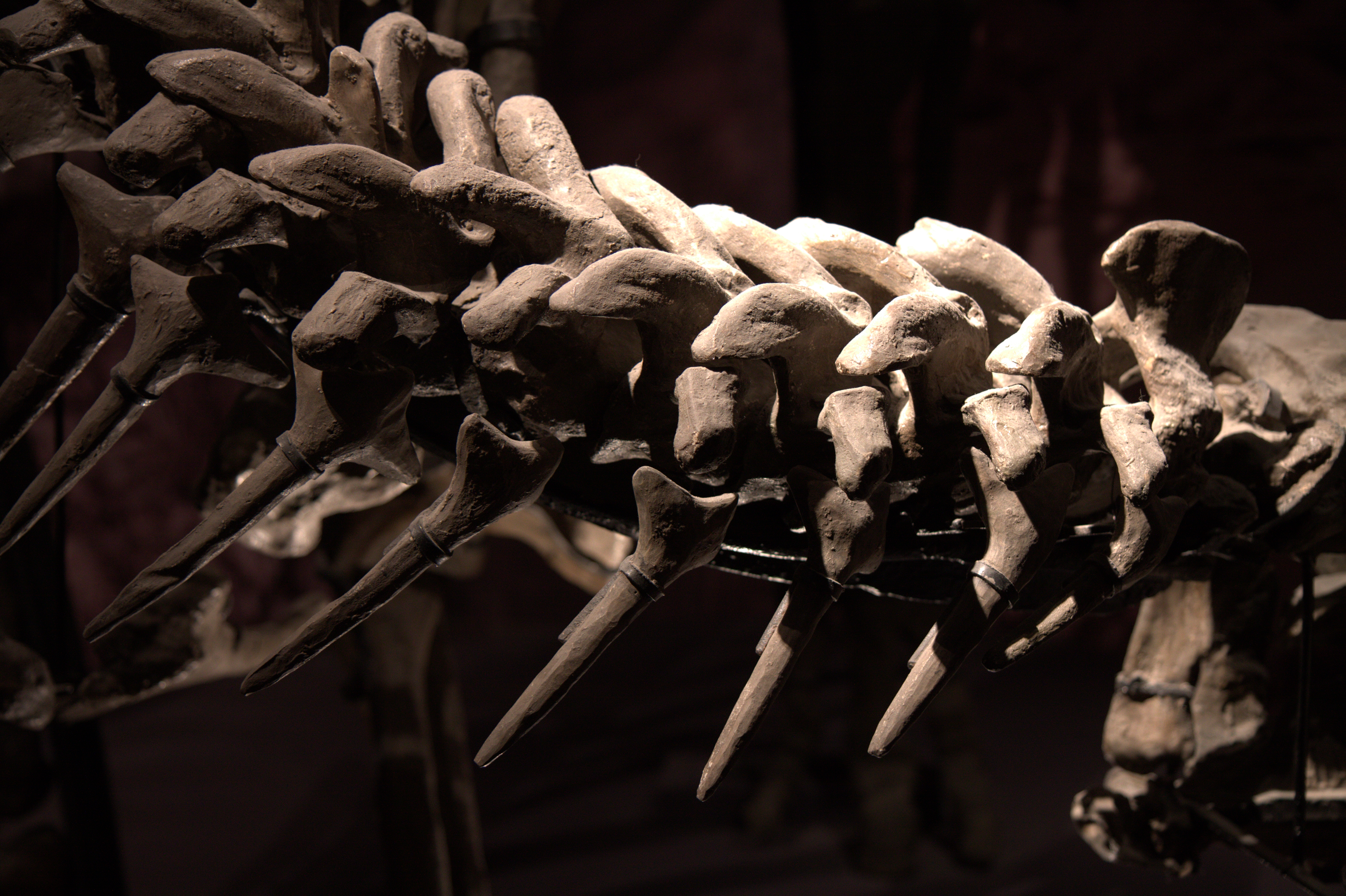
Vertebre caudali di Gilmoreosaurus

Benché noto per resti incompleti, una ricostruzione di questo dinosauro è possibile sulla base di confronti con i fossili di animali simili ma più noti. Gilmoreosaurus doveva essere un ornitischio semibipede, dalle lunghe zampe posteriori e dalle zampe anteriori molto più brevi. Il cranio era lungo e piatto, dotato di muso a forma di becco a spatola. Gilmoreosaurus era caratterizzato da alcune autapomorfie (caratteristiche uniche) che permettono di distinguerlo da altri animali simili, come Bactrosaurus: l'ilio era dotato di un processo postacetabolare a forma di pala, lungo meno del 70% della piastra centrale iliaca; l'ilio era dotato di una tuberosità ischiale e di un processo sopraacetabolare con l'apice collocato posterodorsalmente al peduncolo ischiale; la terza falange del primo dito della zampa anteriore aveva una superficie distale molto asimmetrica.

## Classificazione
I primi fossili di Gilmoreosaurus vennero ritrovati nel 1923 da George Olsen durante le spedizioni in Asia Centrale effettuate dall'American Museum of Natural History. Il materiale consisteva di ossa disarticolate provenienti da vari individui da due diversi siti, all'interno della formazione Iren Dabasu (Mongolia Interna, Cina). 

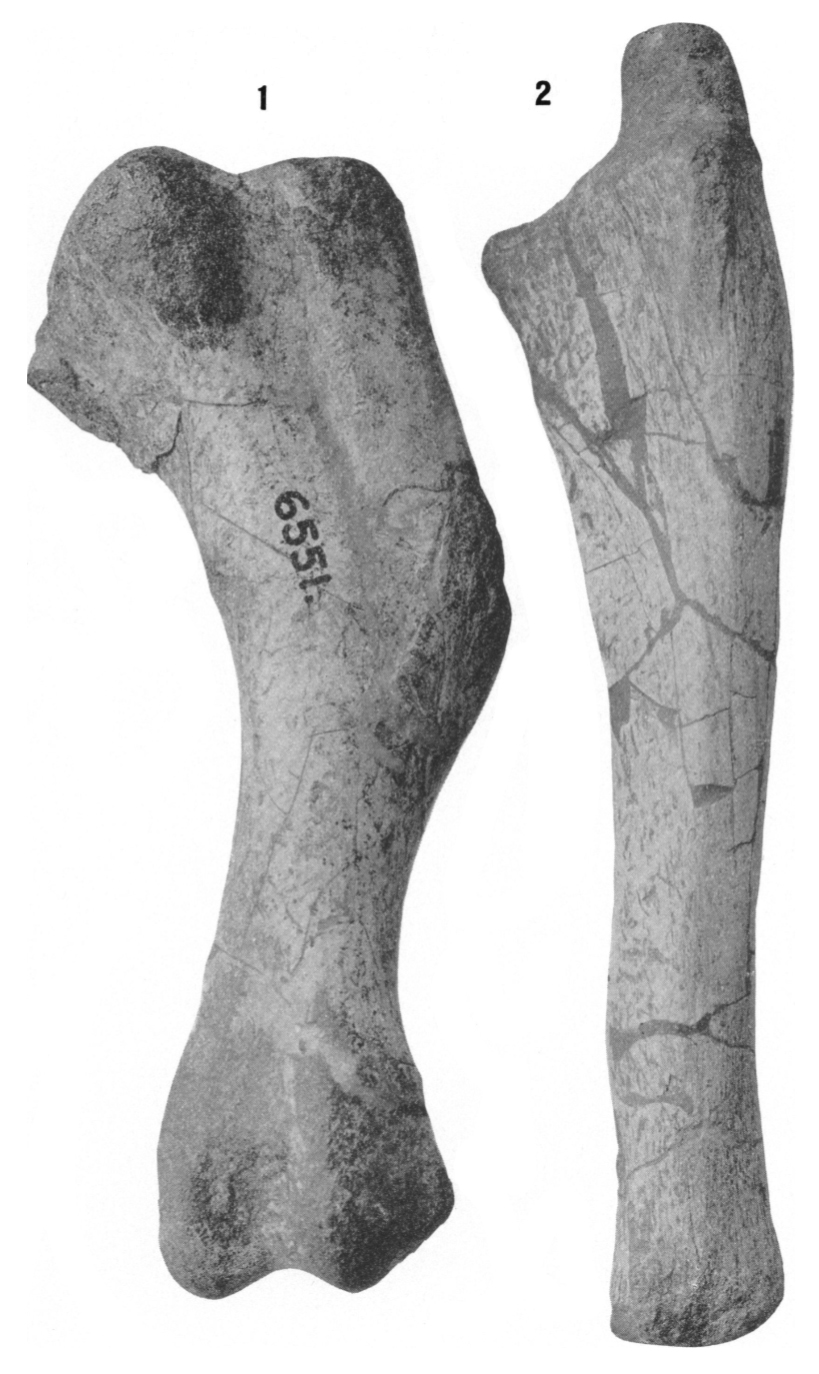
Omero e ulna destri di "Mandshurosaurus" (=Gilmoreosaurus) mongoliensis

I fossili, risalenti al Maastrichtiano inferiore (circa 71 milioni di anni fa) vennero inizialmente descritti nel 1933 da Charles Withney Gilmore come una nuova specie dell'adrosauro  (M. mongoliensis), descritto pochi anni prima da Riabinin. Solo nel 1979 Michael Brett-Surman riconobbe Mandshurosaurus un adrosauro di dubbia identità a causa degli scarsi caratteri diagnostici, e fu quindi necessario istituire un nuovo genere per la specie della Mongolia Interna: Gilmoreosaurus. Brett-Surman riconobbe inoltre i caratteri di primitività in questa forma, che venne quindi considerata una specie di transizione tra gli iguanodontidi e gli adrosauri (i "dinosauri a becco d'anatra") veri e propri.
Successivamente, Gilmoreosaurus mongoliensis venne considerato affine (ma non identico) a Bactrosaurus johnsoni, un altro ornitopode proveniente dalla medesima formazione. È probabile che i due dinosauri fossero strettamente imparentati e che appartenessero al gruppo degli adrosauroidi, un clade che comprende numerose forme basali e altre forme più derivate ascrivibili alla famiglia degli Hadrosauridae (Prieto-Marquez e Norell, 2010).
Altri fossili attribuiti a Gilmoreosaurus provengono dall'Uzbekistan e sono stati descritti come specie a parte: G. atavus (Cretaceo inferiore, circa 120 milioni di anni fa), G. arkhangelski e G. kysylkumensis (Cretaceo superiore, circa 89 milioni di anni fa). Queste specie, tuttavia, si basano su resti davvero frammentari e la loro classificazione è altamente dubbia.

## Paleobiologia
Nel 2003 sono stati scoperti indizi di tumori negli scheletri di Gilmoreosaurus, tra cui emangioma, fibroma desmoplastico, cancro metastatico e osteoblastoma. Lo studio ha preso in esame numerosissime vertebre di dinosauri e ha utilizzato tomografia computerizzata e fluoroscopia per mettere in risalto eventuali tracce di tumori. All'esame sono risultati positivi alcuni altri adrosauroidi, tra cui Brachylophosaurus, Edmontosaurus e Bactrosaurus; anche se sono stati esaminati più di 10.000 fossili di dinosauri, i tumori sono risultati essere limitati a Gilmoreosaurus e ai suoi stretti parenti. I tumori potrebbero essere stati causati da fattori ambientali o da propensione genetica (Rotschild et al., 2003).